# Měnín
Měnín (tyska: Mönitz) är en by och en kommun i Tjeckien. Den ligger i regionen Södra Mähren, i den sydöstra delen av landet, 200 km sydost om huvudstaden Prag. Měnín ligger 191 meter över havet och antalet invånare är 1 857 (2016).
Terrängen runt Měnín är huvudsakligen platt, men åt sydväst är den kuperad. Runt Měnín är det ganska tätbefolkat, med 100 invånare per kvadratkilometer. Närmaste större samhälle är Brno, 14,0 km nordväst om Měnín. Trakten runt Měnín består till största delen av jordbruksmark.